# Asociación Deportiva Centenario
La Asociación Deportiva Centenario (A.D.C.) es un club de la Provincia de Neuquén, donde se practican varias disciplinas deportivas, cuyo equipo de fútbol de Argentina participa en el Regional Federal Amateur 2023/24, quinta categoría de fútbol del país, y su primera división de baloncesto disputa el Torneo Federal organizado por la CAAB. Su mejor jugador fue:  Carlos Bunajul

## Historia
Fue fundado el 13 de junio de 1977 en la ciudad de Centenario, Neuquén y cuenta con secciones en otros deportes como voleibol que milita en la Liga Argentina de Voleibol, hockey, patín artístico, bochas, newcom, taekwondo y de baloncesto que milita en el Torneo Federal de Básquetbol donde han tenido mayor éxito.
En la última temporada del TFB, clasificó a octavos de final, disputando el cuadrangular contra Club Pergamino, Club Estudiantes de la Plata y All Boys de La Pampa.-
Su primera división de fútbol participa en el Torneo Regional Federal Amateur 2023/24.
Es el club de mayor hinchada en la ciudad.

## Uniforme
La camiseta del club es negra con vivos azules, unificada para las primeras divisiones de fútbol y baloncesto.
En temporadas pasadas fue conocido porque utilizó 34 patrocinadores diferentes, siendo el equipo de fútbol de Argentina que utilizó la mayor cantidad de publicidad en su uniforme.
En la celebración de su 40 aniversario el club contaba con 50 patrocinadores en su uniforme, siendo éste un récord mundial.

## Palmarés
- Liga de Fútbol de Neuquén (LiFuNe): 7

1989, 1991, Clausura 1999, Apertura 2002, Apertura 2004 , Clausura 2009, Clausura 2013
- Copa Neuquén: 1

2017
- Torneo Provincial de Basquet: 1

2013

## Datos del club

### Cronología lineal
- Temporadas en Primera División: 0
- Temporadas en Primera B Nacional: 0
- Temporadas en tercera categoría: 5
  - Temporadas en Torneo del Interior: 5 (1988/89-1992/93)
- Temporadas en cuarta categoría: 6
  - Temporadas en Argentino B: 5 (1997/98; 2000/01; 2003/04-2005/06)
  - Temporadas en Regional Federal Amateur: 2 (2021/22; 2023/2024)
- Temporadas en quinta categoría: 8
  - Temporadas en Torneo del Interior: 4 (2008; 2011; 2013-2014)
  - Temporadas en Federal C: 4 (2015-2018)

### Cronología por año
Cronología del club en categorías de la Asociación del Fútbol Argentino:
A partir de la temporada 1995/96, cada partido ganado sumó 3 puntos.
| Temp.   | Div. | Clubes | Pos.  | Pts | PJ | PG | PE | PP | GF | GC | DG | Copa | Otras copas |
| ------- | ---- | ------ | ----- | --- | -- | -- | -- | -- | -- | -- | -- | ---- | ----------- |
| 1988/89 | TdI  | 107    | 3°    | 9   | 8  | 3  | 3  | 2  | 7  | 6  | 1  | —    | —           |
| 1989/90 | TdI  | 115    | FC2   | 5   | 6  | 0  | 5  | 1  | 5  | 9  | -4 | —    | —           |
| 1990/91 | TdI  | 121    | 3°    | 6   | 6  | 2  | 2  | 2  | 6  | 6  | 0  | —    | —           |
| 1991/92 | TdI  | 120    | F     | 13  | 10 | 5  | 3  | 2  | 13 | 11 | 2  | —    | —           |
| 1992/93 | TdI  | 123    | SF    | 10  | 8  | 4  | 2  | 2  | 8  | 5  | 3  | —    | —           |
| 1997/98 | AB   | 96     | 3°    | 9   | 6  | 3  | 0  | 3  | 12 | 8  | 4  | —    | —           |
| 2000/01 | AB   | 126    | 3°    | 12  | 8  | 3  | 3  | 2  | 10 | 9  | 1  | —    | —           |
| 2003/04 | AB   | 128    | 2E    | 17  | 10 | 5  | 2  | 3  | 16 | 12 | 4  | —    | —           |
| 2004/05 | AB   | 48     | 3F    | 37  | 24 | 9  | 10 | 5  | 31 | 18 | 13 | —    | —           |
| 2005/06 | AB   | 48     | Prom. | 34  | 28 | 9  | 7  | 12 | 26 | 34 | -8 | —    | —           |
| 2008    | TdI  | 252    | 5E    | 28  | 16 | 9  | 1  | 6  | 32 | 23 | 9  | —    | —           |
| 2011    | TdI  | 325    | 1E    | 8   | 6  | 2  | 2  | 2  | 8  | 8  | 0  | —    | —           |
| 2013    | TdI  | 344    | 1E    | 8   | 6  | 2  | 2  | 2  | 4  | 4  | 0  | —    | —           |
| 2014    | TdI  | 371    | 2F    | 10  | 8  | 2  | 4  | 2  | 9  | 8  | 1  | —    | —           |
| 2015    | FC   | 257    | 2°    | 4   | 4  | 0  | 4  | 0  | 4  | 4  | 0  | —    | —           |
| 2016    | FC   | 266    | 2°    | 6   | 4  | 2  | 0  | 2  | 12 | 9  | 3  | —    | —           |
| 2017    | FC   | 310    | 1F    | 13  | 8  | 4  | 1  | 3  | 12 | 10 | 2  | —    | —           |
| 2018    | FC   | 353    | 2F    | 19  | 8  | 6  | 1  | 3  | 17 | 10 | 7  | —    | —           |
| 2021/22 | RFA  | 229    | 3°    | 4   | 4  | 1  | 1  | 2  | 3  | 3  | 0  | —    | —           |